# Michael Badura
Michael Badura (* 4. April 1938 in Oppeln, Oberschlesien) ist ein deutscher Künstler und emeritierter Hochschullehrer. Er lebt bei Wuppertal-Beyenburg.

## Leben
Michael Badura studierte von 1955 bis 1961 Kunst und Industriedesign bei Georg Muche und Gerhard Kadow an der Textilingenieurschule (Meisterklasse) und an der Werkkunstschule Krefeld. Ab 1960 arbeitet er als Maler und Designer. Von 1961 bis 1962 hatte Badura einen Lehrauftrag für Malerei und Textilentwurf an der Werkkunstschule in Kassel. Von 1963 bis 1972 arbeitete er als wissenschaftlicher Zeichner in den zoologischen und botanischen Instituten an der Georg-August-Universität Göttingen.
1967 brachte er zusammen mit Dietmar Becker und Christel Eulberg die Zeitung Bric-A-Brac „Zeitung für Literatur und Kunst“ heraus, von der drei Ausgaben erschienen (Mai, Juni und Juli 1967). Im Jahr war 1970 Michael Badura mit Reinhard Rock und Udo Breger Co-Autor und Planer der Ausstellung: „Konzepte einer neuen Kunst“ im Städtischen Museum Göttingen. Im selben Jahr war er mit Lucy Hillebrand Co-Autor des ersten Kongresses für Denkmalschutz in Deutschland. 1979 war er Gastdozent an der Städelschule Frankfurt. Von 1979 bis 2004 war Badura Professor für Malerei und Grundlagen der Gestaltung an der Bergischen Universität Wuppertal.

## Werk
Badura beschäftigte sich schon in den sechziger Jahren mit ökologischen Fragestellungen und ist laut eigener Aussage der erste Künstler, der Öko-Themen praktisch visualisiert und theoretisch problematisiert hat. Michael Badura verknüpfte und erweiterte den Begriff Ökologie mit zivilisationskritischen und wahrnehmungskritischen Merkmalen und Erscheinungen und begann 1964 mit dem Projekt Eingeweckte Welt mit ökologischen Recherchen und Langzeit-Prozessen. 1977 war er Teilnehmer der Documenta 6.

## Ausstellungen
- 1970: Prisma '70. 18. Ausstellung des Deutschen Künstlerbundes, Rheinisches Landesmuseum Bonn[3]
- 1977 documenta 6 – Documenta, Kassel
- 1992 Michael Badura. Werke bis 1991, Karl Ernst Osthaus Museum (KEOM), Hagen
- 1993 Untitled (14), Ronald Feldman Fine Arts Inc, New York
- 1999 Museum der Museen, Karl Ernst Osthaus Museum (KEOM), Hagen
- 2001 10 Jahre Kunstverein Bad Salzdetfurth, Kunstverein Bad Salzdetfurth e. V., Bodenburg
- 2002 Museutopia, Karl Ernst Osthaus Museum (KEOM), Hagen
- 2002 Utopie Quotidiane – L'uomo e i suoi sogni nell'arte dal 1960 ad oggi, PAC–Padiglione d'Arte Contemporanea, Mailand
- 2002 Schritte in andere Welten, Karl Ernst Osthaus Museum (KEOM), Hagen
- 2003 Badura – Bär – Odin „Endlich Unendlich“ – Galerie deschler, Berlin
- 2006 Nach dem Beischlaf ist die Seele traurig, CourtYard Gallery, Peking
- 2007 Out of time – Werke aus den Sammlungen, Neues Museum Weserburg, Bremen
- 2008 Pures Wasser, Städtische Galerie Villa Streccius, Landau / Pfalz
- 2009 ... aus Leidenschaft, Kunstverein Bad Salzdetfurth e. V., Bodenburg

## Sammlungen
- Neues Museum Weserburg, Bremen
- KEOM Karl Ernst Osthaus Museum, Hagen

## Preise und Auszeichnungen
- 1978 Kunstpreis der Stadt Krefeld als „Prozess-Künstler“
- 2002 Kunstpreis „Goldener Plotter“ der Gesellschaft für elektronische Kunst Köln und der Stadt Gladbeck